# Маркузе, Макс
Макс Марку́зе (нем. Max Marcuse; 14 апреля 1877, Берлин — 24 июня 1963, Тель-Авив) — немецкий дерматолог и сексолог, внёсший существенный вклад в развитие сексологии как самостоятельной дисциплины.

## Биография
Макс Маркузе родился 14 апреля 1877 года в Берлине в еврейской семье.
Обучался в гимназии Фридриха-Вильгельма, после окончания которой в 1895 году изучал медицину в университетах Вюрцбурга, Фрайбурга и Берлина. В 1901 году защитил диссертацию на степень доктора медицины по дерматологии. После окончания обучения работал дерматологом в различных медицинских учреждениях.
М. Маркузе издавал журнал «Sexual-Probleme», который в 1909 году объединился с журналом «Zeitschrift fur Sexualwissenschaft», основанным М. Хиршфельдом. Журнал стал первым научным изданием по общей сексологии, однако вскоре журнал был закрыт. В 1914 году И. Блох, совместно с А. Эйленбургом, возобновил издание «Zeitschrift fur Sexualwissenschaft» в качестве официального органа «Медицинского общества по сексологии и евгенике», основанного в 1913 году. Журнал просуществовал до 1932 года, а сам М. Маркузе был главным редактором данного издания. В том же 1913 году М. Маркузе, наряду с М. Хиршфельдом, был одним из основателей «Международного общества сексологических исследований», которое возглавил А. Молль.
Важным вкладом М. Маркузе в развитие сексологии стал издаваемый под его редакцией «Handwörterbuch der Sexualwissenschaft» («Словарь по сексологии»), который освещал основные аспекты сексуальности. По просьбе М. Маркузе, для данного словаря написал статью З. Фрейд. М. Маркузе был первым экспертом по сексуальным преступлениям в уголовном делопроизводстве, став первым официально признанным сексологом в немецких судах.
После прихода в Германии к власти национал-социалистов, в 1933 году М. Маркузе эмигрировал сначала в Палестину, а затем, после образования Израиля, обосновался в Тель-Авиве, где провёл остаток жизни. Он был практически забыт академическим сообществом. Несколько неопубликованных работ М. Маркузе хранится в Институте им. Кинси.

## Основные труды
- Marcuse M. Hautkrankheiten und Sexualität. — Berlin, 1907.
- Marcuse M. Der Bund für Mutterschutz // «Sexual-Probleme: Zeitschrift für Sexualwissenschaft und Sexualpolitik», 1908, № 4, с. 35-37.
- Marcuse M. Uneheliche Mütter. — Berlin, 1910.
- Marcuse M. Die Gefahren der sexuellen Abstinenz für die Gesundheit // «Zeitschrift für Bekämpfung der Geschlechtskrankheiten». — Leipzig, 1910, № 3,4.
- Marcuse M. Vom Inzest // «Juristisch-psychiatrische Grenzfragen», 1915, № 10.
- Marcuse M. Der eheliche Präventivverkehr: Seine Verbreitung, Verursachung und Methodik. Dargestellt und beleuchtet an 300 Ehen, 1917.
- Marcuse M. Wandlungen des Fortpflanzungs-Gedankens und -Willens // «Abhandlungen aus dem Gebiete der Sexualforschung», 1918, № 1.
- Marcuse M. Die sexuologische Bedeutung der Zeugungs- und Empfängnisverhütung in der Ehe, 1919.
- Marcuse M. Über die Fruchtbarkeit der christlich-jüdischen Mischehe. Ein Vortrag // «Abhandlungen aus dem Gebiete der Sexualforschung», 1920, № 2.
- Marcuse M. Handwörterbuch der Sexualwissenschaft: Enzyklopädie der natur- und kulturwissenschaftlichen Sexualkunde des Menschen. — Bonn, 1923.
- Marcuse M. Die Ehe: Ihre Physiologie, Psychologie, Hygiene und Eugenik. Ein biologisches Ehebuch. — Berlin, 1927.